# Dian HP
Dian HP, właśc. Dian Hadipranowo (ur. 2 sierpnia 1965 w Tunisie) – indonezyjska kompozytorka i aranżerka muzyczna.

## Życiorys
Urodziła się w 1965 r. w Tunisie jako córka dyplomaty. Muzyką interesowała się od najmłodszych lat. Uczęszczała do szkoły podstawowej w Niemczech. Dorastanie w tym kraju umożliwiło jej podjęcie nauki gry na fortepianie w szkole muzycznej w Bonn.
Pod koniec lat 70. wróciła do Indonezji. W swoim rodzinnym kraju wstąpiła na uczelnię Institut Kesenian Jakarta (IKJ), gdzie kontynuowała naukę gry na fortepianie. Jednocześnie była nauczycielką znanego muzyka jazzowego Indry Lesmany.
W 1984 r. zaczęła zarabiać na swoich umiejętnościach muzycznych. W trakcie swojej kariery wielokrotnie występowała na scenie, niekiedy współpracując z takimi osobistościami jak Fariz RM, Dian Pramana Poetra czy Titiek Puspa.
Praca nad albumem piosenkarki Tasyi, Istana Pizza z 2003 r., przyniosła jej tytuł najlepszego autora piosenek i najlepszego producenta albumu dziecięcego. Zaangażowała się w szereg projektów musicalowych jako dyrektor muzyczny, są wśród nich m.in. Mahadaya Cinta (2005) i Kupu-kupu (2006). Jest także autorką kompozycji filmowych, pracowała m.in. nad produkcjami Ramadhan Ramona (1992), Rini Tomboy (1992), Mirror (2005), Denias: Senandung di Atas Awan (2006), Liburan Seru (2007). Za pracę nad filmem Love is Cinta (2007, reżyseria: Hanny R. Saputra) otrzymała nagrodę dla najlepszego aranżera muzycznego.
W 2004 r. założyła szkołę muzyczną Taman Musik Dian Indonesia, przyjmującą dzieci autystyczne bądź cierpiące na zespół Downa. W 2009 r. wraz z piosenkarką Trie Utami założyła zespół Kumari.